# IF Boltic
IF Boltic war ein Sport- und Bandyverein aus der schwedischen Stadt Karlstad, Värmland.
Der Verein wurde im Jahr 1946 gegründet. In der Anfangszeit hatte der Verein neben Bandy auch Abteilungen für Fuß- und Handball. Der Name resultiert aus dem Interesse einiger Vereinsmitglieder für englischen Fußball. Anfang und Ende der Lieblingsmannschaften Bolton und Celtic bildeten dann den Namen Boltic.
IF Boltic spielte seine erste Saison in der höchsten schwedischen Bandyliga (Bandyallsvenskan) 1976/1977. In den 1980er Jahren war der Verein die dominierende Mannschaft in der Bandyallsvenskan. So gewann die Herrenmannschaft in der Zeit von 1979 bis 1988 insgesamt achtmal die schwedische Meisterschaft im Bandy. Auch die Frauenmannschaft konnte in den 1980er Jahren sechsmal schwedischer Meister werden. Auch international konnten einige Erfolge gefeiert werden. In den 1990er Jahren war der Verein nicht mehr so erfolgreich, aber dennoch gewann man einmal die schwedische Meisterschaft (Herren) und zweimal den World-Cup (Herren). Die Mannschaft von IF Boltic trug seine Heimspiele im Tingvalla Isstadion aus.
Im Jahr 2000 schloss sich IF Boltic mit dem IF Karlstad-Göta zu einem neuen Verein zusammen, dem BS BolticGöta, welcher aktuell (Saison 2006/07) in der Bandyallsvenskan spielt. 

## Erfolge
- Herrenmannschaft:

Schwedischer Meister:  1979, 1980, 1981, 1982, 1983, 1984, 1985, 1988, 1995
World-Cup: 1980, 1981, 1985, 1986, 1995, 1996
Europapokal: 1979, 1981, 1982, 1984, 1985, 1995
- Frauenmannschaft:

Schwedischer Meister: 1982, 1984, 1985, 1986, 1987, 1989